# Exekutivní privilegium
Exekutivní privilegium (anglicky Executive privilege) je v právním systému Spojených států amerických pravomoc prezidenta a dalších vrcholných funkcionářů výkonné moci zatajit za určitých okolností informace a materiály před Kongresem, soudy a veřejností.

## Právní status
Zatajit informace je možné, pokud by jejich zveřejnění poškodilo vládní funkce. Toto právo není nijak zakotveno v ústavě. Přestože bylo využíváno již dříve, v právním systému je ukotveno až rozsudkem Nejvyššího soudu v případu United States v. Nixon z roku 1974, který formálně uznal potřebnost výsady zachování důvěrnosti materiálů odvozené od výkonu prezidentovy funkce.
| „                                                             | Prezident a ti, kteří mu asistují, musí mít možnost svobodně zkoumat alternativy v procesu rozhodování a utváření politik, a to způsobem, který by mnozí nebyli ochotni vyjádřit jinak než soukromě. To jsou úvahy ospravedlňující předpokládané privilegium pro prezidentskou komunikaci. Toto privilegium je zásadní pro fungování vlády a je neoddělitelně zakořeněno v oddělení moci podle ústavy. | “ |
| — Nejvyšší soud Spojených států amerických, 24. července 1974 | |   |

## Příklady
- V roce 1791 prezident George Washington rozhodl ve veřejném zájmu utajit neúspěch vojenské expedice proti indiánským obyvatelům.[4]
- V roce 1833 prezident Andrew Jackson uplatnil toto právo, když odmítl senátoru Henrymu Clayovi předložit dokumenty o federálních vkladech v Druhé bance Spojených států
- V letech 1954-1960 Dwight Eisenhower v několika desítkách případů zatajil informace o výsleších v období mccarthismu.[2]
- V roce 2022 se bývalý poradce Donalda Trumpa Steve Bannon odvolával na exekutivní privilegium ve snaze mařit vyšetřování.[1]